# Sandro Cuomo
Sandro Cuomo (Napels, 21 oktober 1962) is een Italiaans voormalig schermer.

## Carrière
Sandro Cuomo werd wereldkampioen met de ploeg in Denver in 1989, in Lyon in 1990 en in Essen in 1993. In 1989 won hij ook zilver in de individuele wedstrijd in Denver, evenals in de teamwedstrijd in Barcelona in 1985. Hij behaalde ook vier bronzen medailles op de wereldkampioenschappen, waaronder één in de individuele competitie. In 1999 werd Cuomo Europees kampioen met het team in Bolzano. Hij won de Italiaanse kampioenschapstitel vier keer.
Hij nam vier keer deel aan de Olympische Spelen: in 1984 werd hij 14e in de individuele wedstrijd in Los Angeles, terwijl hij met het team de halve finales bereikte, waarin Italië verloor van Frankrijk met 4:9. De Italiaanse ploeg won de strijd om de derde plaats met 8 tegen 2 van Canada, zodat hij samen met Stefano Bellone, Angelo Mazzoni, Cosimo Ferro en Roberto Manzi de bronzen medaille in ontvangst mocht nemen. In Seoel in 1988 miste hij nipt nog een medaille, zowel met het team als in het enkelspel, en werd vierde. In 1992 eindigde hij op de Olympische Spelen van Barcelona op de 26e plaats in het individuele onderdeel en op de vijfde plaats in het onderdeel team. Op de Olympische Spelen van 1996 in Atlanta werd hij vijfde in het individueel, terwijl hij met het team de finale haalde, die Italië met 45-43 won van Rusland. Naast Cuomo, werden Angelo Mazzoni en Maurizio Randazzo dus Olympisch kampioenen.
Na zijn carrière als actief schermer begon Cuomo te werken voor de Italiaanse Scherm Federatie als coach en technisch directeur.

## Resultaten

### Olympische Zomerspelen
| Jaar | Plaats      | Resultaten              |
| ---- | ----------- | ----------------------- |
| 1984 | Los Angeles | 14e degen degen team    |
| 1988 | Seoel       | 4e degen 4e degen team  |
| 1992 | Barcelona   | 26e degen 5e degen team |
| 1996 | Atlanta     | 5e degen degen team     |

### Wereldkampioenschappen schermen
| Jaar | Plaats    | Resultaten         |
| ---- | --------- | ------------------ |
| 1983 | Wenen     | degen team         |
| 1985 | Barcelona | degen team         |
| 1986 | Sofia     | degen team         |
| 1989 | Denver    | degen · degen team |
| 1990 | Lyon      | degen team         |
| 1993 | Essen     | degen team         |
| 1995 | Den Haag  | degen              |
| 1997 | Kaapstad  | degen team         |

1908: Alibert, Berger, Collignon, Gravier, Lippmann, Olivier, Stern ·
1912: H. Anspach, P. Anspach, Hennet, Ochs, Salmon, Willems ·
1920: Allocchio, Bozza, Canova, Costantino, Marrazzi, A. Nadi, N. Nadi, Olivier, Thaon di Revel, Urbani ·
1924:  Buchard, Ducret, Gaudin, Labatut, Liottel, Lippmann, Tainturier ·
1928:  Agostoni, Basletta, M. Bertinetti, Cornaggia-Medici, Minoli, Riccardi ·
1932: Buchard, Cattiau, Jourdant, Piot, Schmetz, Tainturier ·
1936: Brusati, Cornaggia-Medici, E. Mangiarotti, Pezzana, Ragno, Riccardi ·
1948: Artigas, Desprets, Guérin, Huet, Lepage, Pécheux ·
1952: Battaglia, F. Bertinetti, Delfino, D. Mangiarotti, E. Mangiarotti, Pavesi ·
1956: Anglesio, F. Bertinetti, Delfino, E. Mangiarotti, Pavesi, Pellegrino ·
1960: Delfino, E. Mangiarotti, Marini, Pavesi, Pellegrino, Saccaro ·
1964: Bárány, Gábor, Kausz, Kulcsár, Nemere ·
1968: Fenyvesi, Kulcsár, Nagy, Nemere, P. Schmitt ·
1972: Erdős, Fenyvesi, Kulcsár, Osztrics, P. Schmitt ·
1976: Edling, Von Essen, Flodström, Högström, Jacobson ·
1980: Boisse, Gardas, Picot, Riboud, Salesse ·
1984: Borrmann, Fischer, Heer, Nickel, Pusch ·
1988: Delpla, Henry, Lenglet, Riboud, Srecki ·
1992: Borrmann, Felisiak, Proske, Resnitstsjenko, A. Schmitt ·
1996: Cuomo, Mazzoni, Randazzo ·
2000: Mazzoni, Milanoli, Randazzo, Rota ·
2004: Boisse, F. Jeannet, J. Jeannet, Obry ·
2008: F. Jeannet, J. Jeannet, Robeiri ·
2016: Borel, Grumier, Jérent, Lucenay ·
2020: Kano, Minobe, Yamada, Uyama ·
2024: Koch, Andrásfi, Siklósi, Nagy